# Église Santa Maria del Soccorso (Capodimonte)

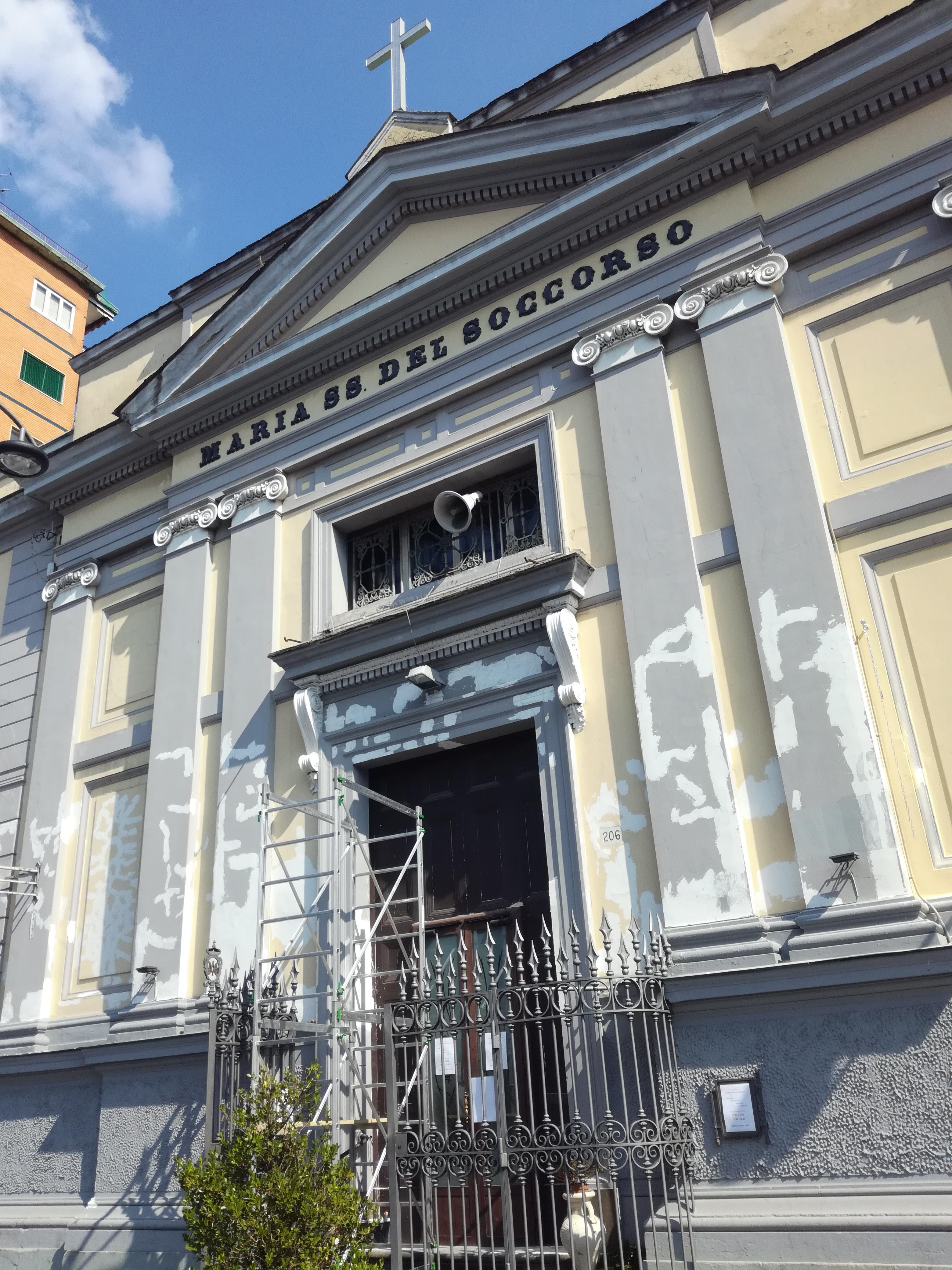
Façade de l'église.

Pour les articles homonymes, voir Église Santa Maria del Soccorso.
L'église Santa Maria del Soccorso est une église néo-classique de Naples dédiée à Notre-Dame du Bon Secours donnant sur le corso Amedeo di Savoia à Capodimonte.

## Histoire
L'église est bâtie sur un terrain qui appartenait au début du XIXe siècle au duc de Canzano, personnage important pendant la décennie française. Certaines de ses terres sont expropriées pour percer la grande rue de Capodimonte.
En 1871, le cardinal Riario Sforza bénit la première pierre de la construction de l'église. Le projet est confié à l'architecte Pasquale Angolia. Elle est consacrée en 1874. Elle est déclarée siège paroissial en 1914 par le cardinal Prisco.

## Description

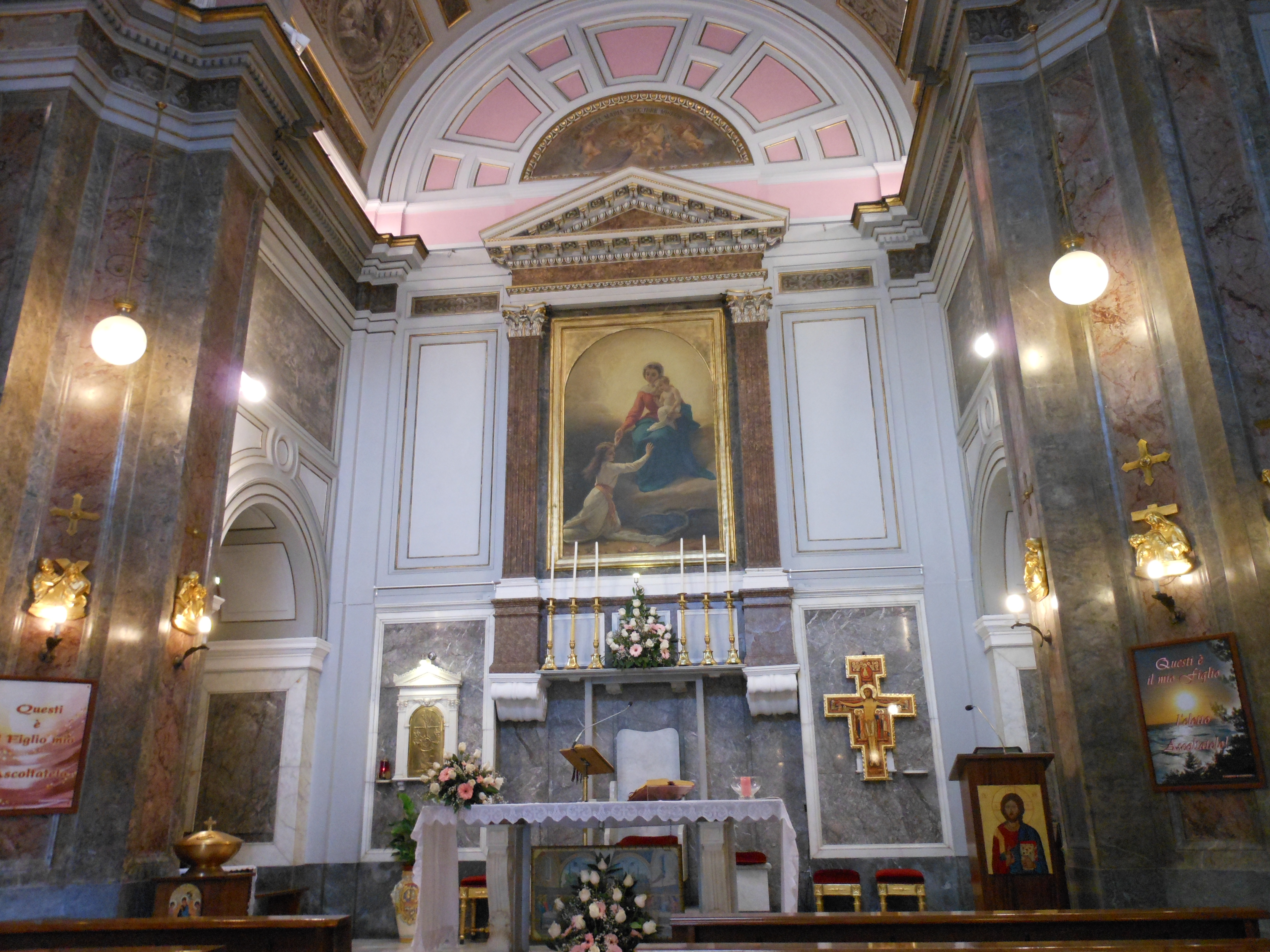
Intérieur de l'église.

La façade présente six lésènes ioniques, dont deux paires flanquent le portail.
L'intérieur de style néo-classique est en plan central avec des chapelles latérales peu profondes et une petite coupole bleu-ciel. Les lunettes des chapelles latérales montrent deux grandes toiles semi-circulaires : celle de gauche figure La Mort de saint Joseph, celle de droite L'Agonie de Jésus au Jardin de Gethsémani. On remarque sur la voûte de l'abside une fresque de la Trinité, sur les côtés des Anges et sur la contre-façade un tableau de Saint Joseph (à droite), des Évangélistes (à gauche) du pinceau de Vincenzo Galloppi. Il est aussi l'auteur de la décoration de la niche des fonts baptismaux et près de l'entrée d'un Agneau dans un paysage agreste.
La chapelle de gauche possède une statue du Sacré-Cœur et celle de droite, une statue de Saint Joseph, placées de telle sorte qu'elles semblent regarder les toiles les représentant. Le maître-autel est surmonté d'un édicule à tympan triangulaire et d'un tableau figurant Notre-Dame du Bon Secours de Giuseppe Mancinelli, datant de 1875.

## Source de la traduction
- (it) Cet article est partiellement ou en totalité issu de l’article de Wikipédia en italien intitulé « Chiesa di Santa Maria del Soccorso (Capodimonte) » (voir la liste des auteurs).